# Transport kolejowy w Malezji

Mapa sieci kolejowej na półwyspie Malajskim

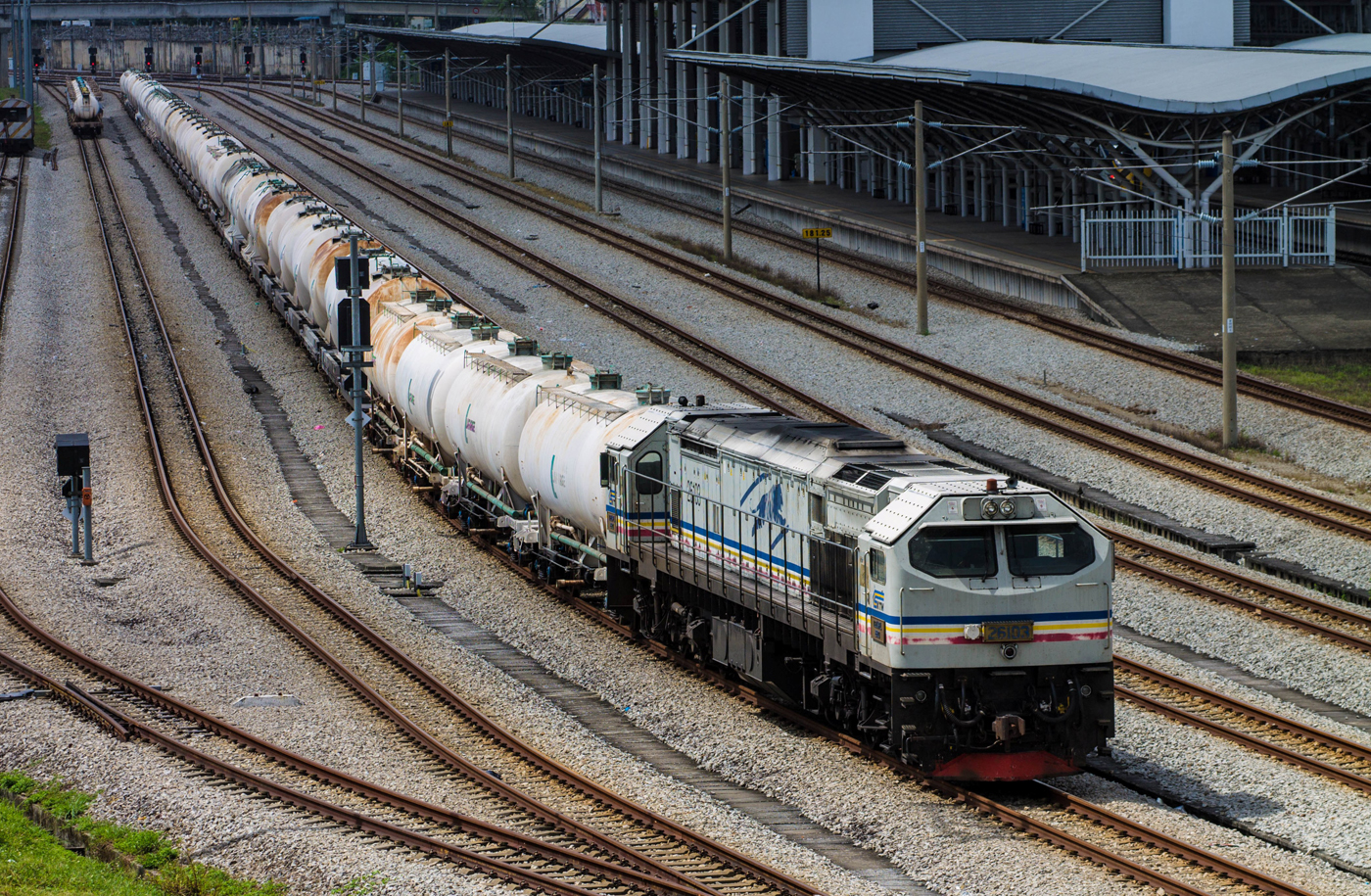
Malezyjski pociąg towarowy prowadzony lokomotywą serii 26

Transport kolejowy w Malezji – system transportu kolejowego działający na terenie Malezji.
W Malezji istnieje 1851 km linii kolejowych z czego:
- 59 km ma normalny rozstaw szyn (wszystkie zelektryfikowane),
- 1792 km ma metrowy (wąski) rozstaw szyn (z czego 339 km jest zelektryfikowanych)[1].

Narodowy przewoźnik to Keretapi Tanah Melayu.
Większości linii znajduje się w zachodniej części kraju, czyli na półwyspie Malajskim.